# ルシアテ・フィナウ
ルシアテ・フィナウ（Rusiate Finau、2002年7月22日 - ）は、ジャパンラグビーリーグワンの浦安D-Rocksに所属するラグビーユニオン選手。

## 略歴
ニュージーランドのオークランド（ワイタケレ）にあるマッセー高校（Massey High School）出身。
朝日大学（岐阜県瑞穂市）に進み、2022年に関西大学春季トーナメントに出場した。
2025年2月3日、ジャパンラグビーリーグワンの浦安D-Rocksへの入団を発表した。